# Морган Сейлор
Мо́рган Се́йлор (англ. Morgan Saylor; 26 жовтня 1994, Чикаго, Іллінойс, США) — американська акторка, найбільш відома роллю Дани Броуді в серіалі «Батьківщина».

## Біографія
Морган Сейлор народилася в Чикаго, США. Її мати працювала в компанії з роздрібної торгівлі REI та виконувала бухгалтерську роботу, а батько займався реновацією «Старбаксу». У два роки Морган переїхала в Віллі Ріку, Джорджія та в Декейтер, коли виповнилось десять. Вона займалася футболом у дитинстві, але не показувала гарних результатів, тому вирішила приєдналася до акторського табору. У травні 2013 Сейлор закінчила середню школу.
У 2013 Сейлор переїхала в Нью-Йорк. У неї є брат.

## Кар'єра
Сейлор отримала першу роль у 2006 в серіалі «Клан Сопрано» та невдовзі зіграла в телепроєкті «Поліція Нового Орлеана». У фільмі «Історія одного вампіра» юна акторка зіграла Анні. У 2010 Морган з'явилася на екрані комедійної драми «Геніальний тато», головну роль у якому виконав Кевін Спейсі. Наступного року вона зіграла в пригодницькій стрічці «Молодість Вітні Браун».
З першого до третього сезону серіалу «Батьківщина» Морган Сейлор була в основному акторському складі та виконувала роль доньки головного персонажа. Після цієї ролі вона дебютувала на театральній сцені.
У 2014 Сейлор зіграла в фільмі жахів «Джеймі Маркс мертвий», а потім з'явилась у ролі доньки Джима (Кевін Костнер) у спортивній драмі «Тренер». Про участь акторки у останньому стало відомо у 2013. У 2015 вона отримала одну з головних ролей в драматичному фільмі «Бути Чарлі» та трохи раніше в драмі «Біла дівчина».

## Фільмографія
| Рік       |   | Українська назва       | Оригінальна назва                        | Роль                |
| --------- | - | ---------------------- | ---------------------------------------- | ------------------- |
| 2006      | с | Клан Сопрано           | The Sopranos                             | Мідов (у дитинстві) |
| 2007      | с | Поліція Нового Орлеана | K-Ville                                  | Лана Робертс        |
| 2009      | ф | Історія одного вампіра | Cirque du Freak: The Vampire's Assistant | Анні                |
| 2010      | ф | Геніальний тато        | Father of Invention                      | Клер (у дитинстві)  |
| 2011      | ф | Молодість Вітні Браун  | The Greening of Whitney Brown            | Анні                |
| 2011—2013 | с | Батьківщина            | Homeland                                 | Дана Броуді         |
| 2014      | ф | Джеймі Маркс мертвий   | Jamie Marks Is Dead                      | Грейсі Гайсміт      |
| 2015      | ф | МакФарланд             | McFarland, USA                           | Джулі Вайт          |
| 2015      | ф | Бути Чарлі             | Being Charlie                            | Іва                 |
| 2016      | ф | Біла дівчина           | White Girl                               | Леа                 |
| 2017      | ф | Послушниця             | Novitiate                                | сестра Евелін       |
| 2018      | ф | Ми, Койоти             | We the Coyotes                           | Аманда              |
| 2019      | ф |                        | Blow the Man Down                        | Мері Бет Коннолі    |